# Toni Nadal
Pour les articles homonymes, voir Nadal.
Antonio Nadal Homar, dit Toni Nadal, né le 21 février 1961 à Manacor, est un entraîneur de tennis espagnol.
Il est l'oncle du joueur de tennis Rafael Nadal et son entraîneur historique, l'entrainant de ses débuts en 1990, à 3 ans, jusqu'à la fin de la saison 2017. Ensemble, ils forment l'un des plus célèbres tandems entraîneur-joueur de l'histoire du sport.
Aux côtés de Toni, Rafael Nadal devient l'un des meilleurs joueurs de tous les temps,,, remportant notamment 22 tournois du Grand Chelem et établissant de nombreux records majeurs.
Après avoir arrêté d’entraîner le champion espagnol à la fin de 2017, il reste à l’académie de ce dernier pour y entraîner les élèves. Il annonce le 8 avril 2021 qu’il devient l’entraîneur du jeune Canadien prometteur, Félix Auger-Aliassime, aux côtés de Frédéric Fontang.

## Biographie

### Vie privée
Toni Nadal est notamment le frère du footballeur Miguel Ángel Nadal, qui a joué pour le FC Barcelone, le RCD Majorque et la sélection espagnole.
Il est aussi l'oncle du tennisman Rafael Nadal et devient par la suite son entraîneur.

### Entraineur de Rafael Nadal

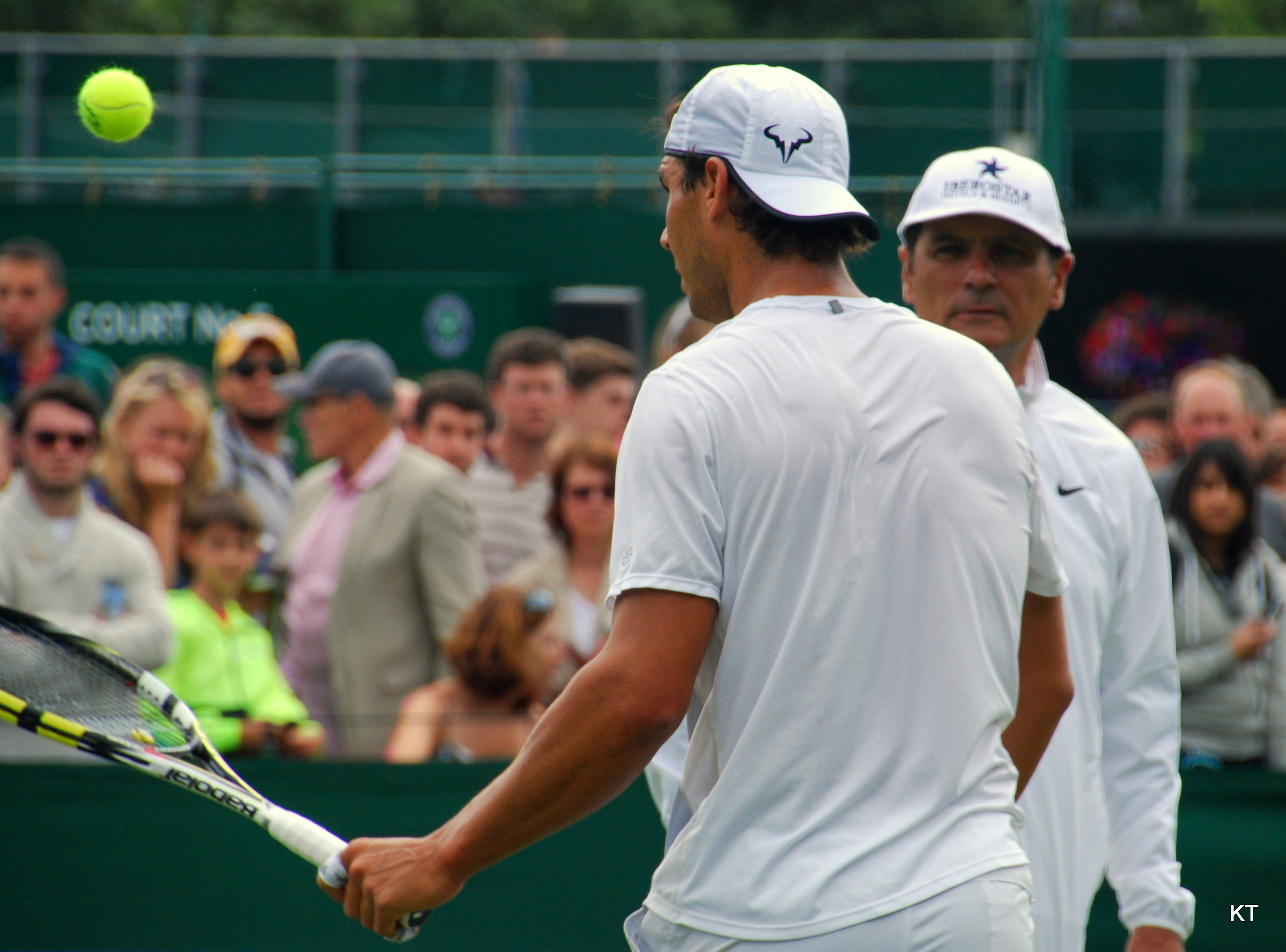
Toni Nadal observant un entraînement de Rafael Nadal.

Toni Nadal, qui, plus jeune, a joué au tennis, a repéré dès l'âge de trois ans le talent de son neveu Rafael. Patient, il a attendu que ce dernier se détourne de sa première passion, le football, pour l'orienter vers le tennis. À partir de ses douze ans, Rafael Nadal se consacre entièrement au tennis et s'entraîne durant de longues heures avec Toni.
Très tôt, il travaille sur la condition physique du futur champion et lui impose nombres d'exercices afin d'améliorer ses déplacements, sa course, sa fougue et sa force de frappe.
Toni impose à son neveu de changer de main, afin d'améliorer son coup droit (qu'il jouait à deux mains, ce que Toni considère être un handicap de jeu). Droitier par nature (il écrit, mange et ramasse les balles avec la main droite), Rafael Nadal devient sous l'influence de son oncle gaucher pour le tennis.
Toni Nadal est décrit comme un coach "dur", expliquant qu'il met parfois trop de pression sur Rafael, mais il le fait parce qu'il veut le voir réussir.
Toni dirigera l'ascension de son neveu au plus haut niveau dès 2005 où Rafael remportera Roland Garros à l'âge de 19 ans.
Entre 2005 et 2017, Toni Nadal a été l’entraîneur ayant remporté le plus de titres du Grand Chelem en tant que coach dans l'histoire du tennis avec 16 titres. Ce record est battu le 2 février 2020 par Marián Vajda, lorsque l'entraîneur slovaque remporte son 17e tournoi du Grand Chelem aux côtés de Novak Djokovic lors de l'Open d'Australie.
Toni avait auparavant détenu le record à partir du 10 septembre 2017, lorsque Rafael Nadal remportait à l'US Open son 16e titre du Grand Chelem avec Toni en entraîneur. Toni Nadal dépassait ainsi Tony Roche, vainqueur de 15 tournois du Grand Chelem en tant que coach d'Ivan Lendl (7 titres),, de Patrick Rafter (2 titres) et de Roger Federer (6 titres),.
En décembre 2016, Carlos Moyà devient aux côtés de Toni le second entraîneur de Rafael Nadal.
En février 2017, il annonce qu'il n’entraînera plus son neveu à partir de la saison 2018 pour se consacrer essentiellement à l'académie de tennis à Majorque.

### Entraineur de Félix Auger-Aliassime
Il annonce, le 8 avril 2021, qu'il devient officiellement, aux côtés de Frédéric Fontang, l'entraîneur du jeune espoir canadien de 20 ans, Félix Auger-Aliassime. Il dit vouloir l'aider à devenir le futur n°1 mondial. Pourtant, quelques mois auparavant, il ne songeait pas à entraîner de nouveau un joueur de haut niveau.